# Piazza Matteotti (Naples)
Pour l’article homonyme, voir Piazza Matteotti (Gênes).
 (novembre 2019).
Si vous disposez d'ouvrages ou d'articles de référence ou si vous connaissez des sites web de qualité traitant du thème abordé ici, merci de compléter l'article en donnant les références utiles à sa vérifiabilité et en les liant à la section « Notes et références ».
La Piazza Matteotti est l'une des places monumentales de Naples.
Située dans le centre de la vieille ville, en position presque centrale, entre la piazza Carità et la via Medina, la place est entourée de bâtiments construits pendant l'époque fasciste.

## Histoire
La place a été construite dans années 1930 avec la démolition de la partie de la Corsea du Rione Carità, en remplacement, ou mieux, par la suppression d'une bonne partie des bâtiments vétustes qui composaient le tissu urbain de cette partie de la ville, pour la transformer en un centre de service.
Parmi les démolitions importantes, il y avait également celle de l'historique église de San Giuseppe Maggiore, qui se trouvait au sud de la place.
La place a d'abord été connue simplement sous le nom de Piazza della Regia Posta, puis a été dédiée au duc d'Aoste. Après la chute du régime fasciste, en juillet 1944, elle est dédiée à Giacomo Matteotti, député tué en 1924 par un groupe fasciste. Le choix a été une véritable claque morale pour l'ancien régime haï, car c'est précisément lui qui avait conçu pendant une vingtaine d'années la construction des différents bâtiments de la place.

## Description
Le plan d'urbanisme de la place se compose d'un espace ouvert, à partir de laquelle partent les principales artères de Naples (telles que la via Cesare Battisti et via Armando Diaz); en outre, la zone est raccordée à la via Monteoliveto, via un escalier.
Les bâtiments qui entourent la place sont purement monumentaux, et rappellent le goût de l'architecture rationaliste. Ce sont :
- Le bâtiment de la poste;
- le Palazzo Matteotti;
- Le palais de la Questura;
- La Casa del Mutilato;
- le Palazzo Troise.

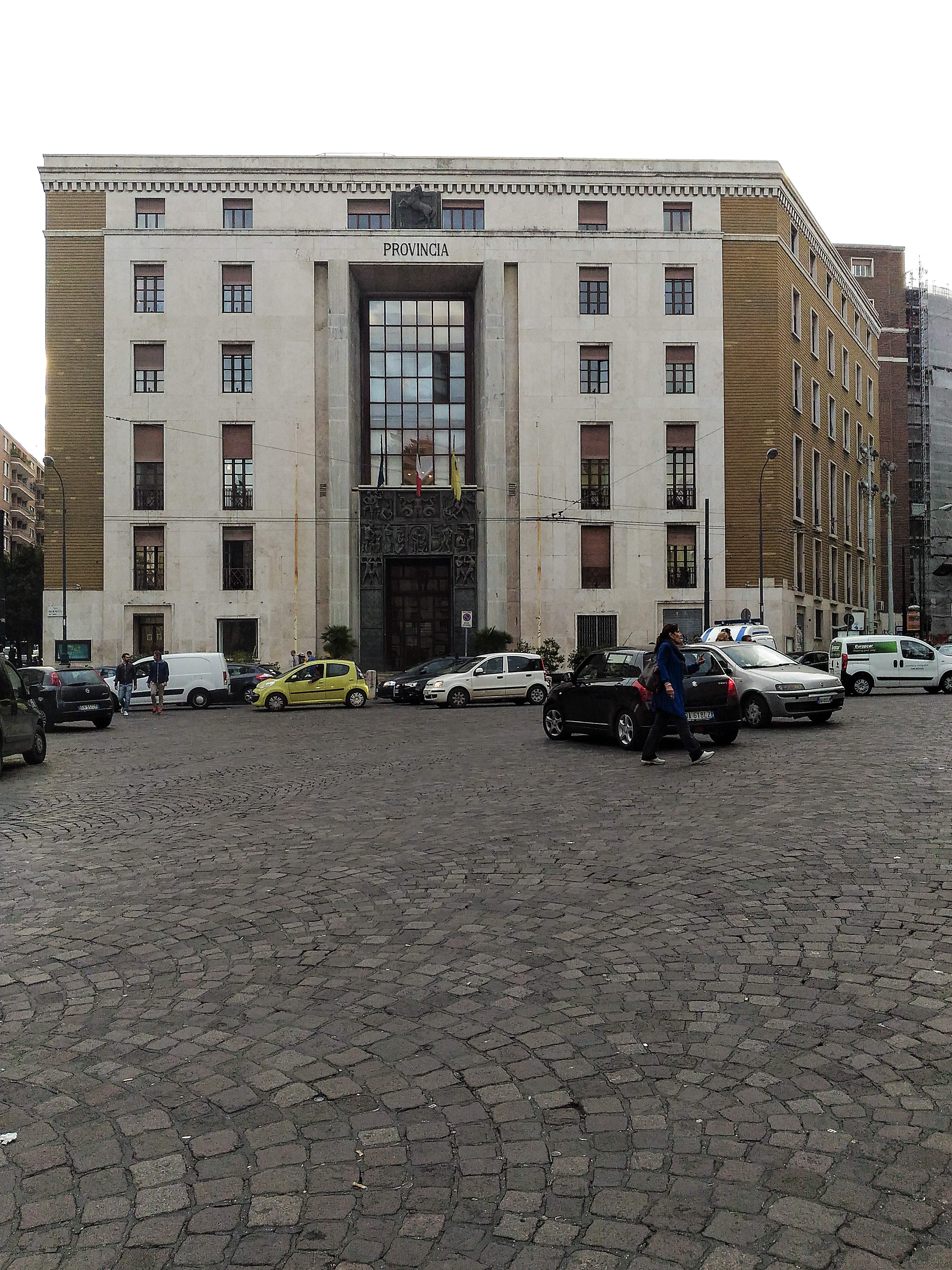
Palazzo Matteotti
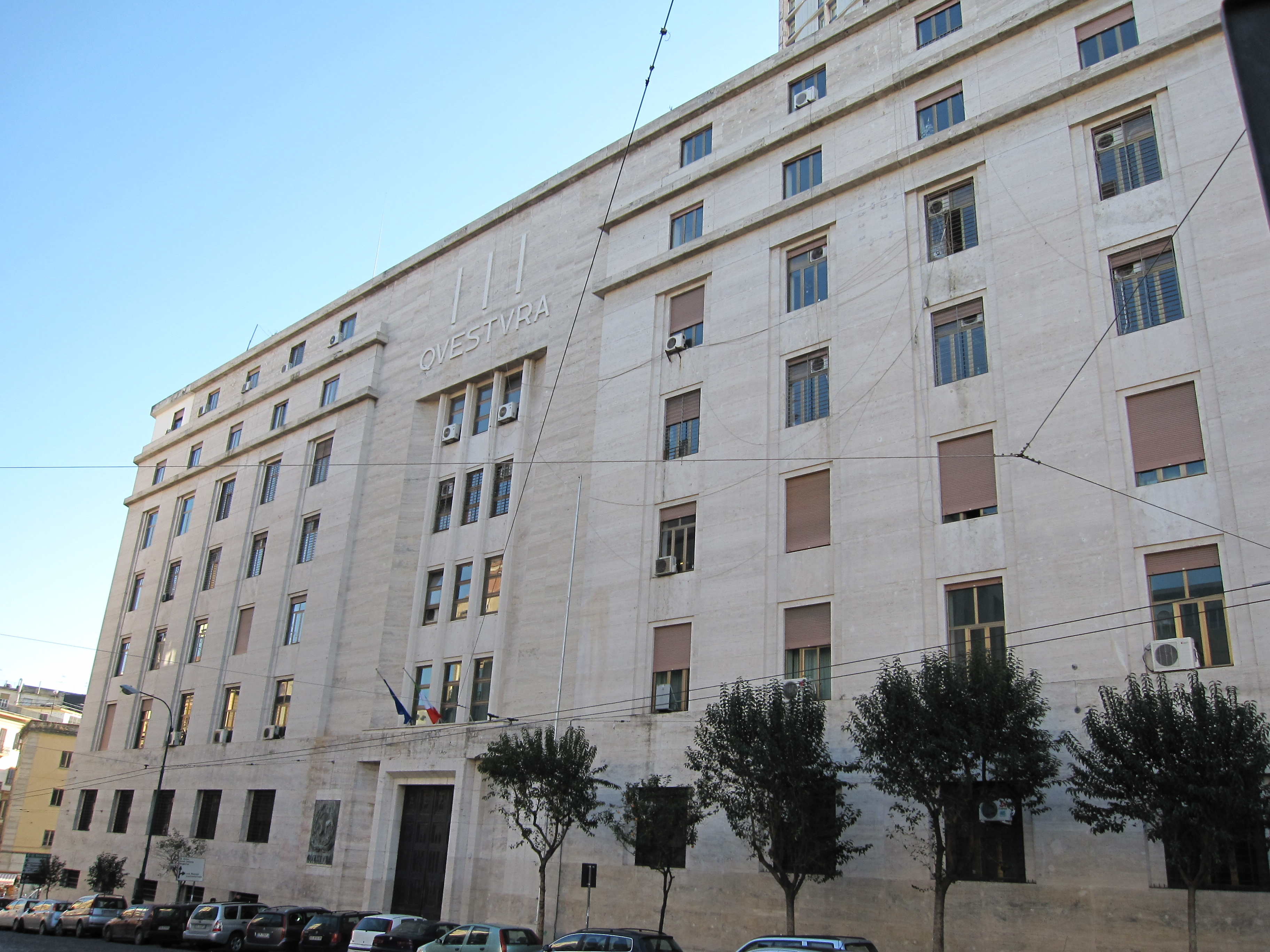
Palazzo della Questura
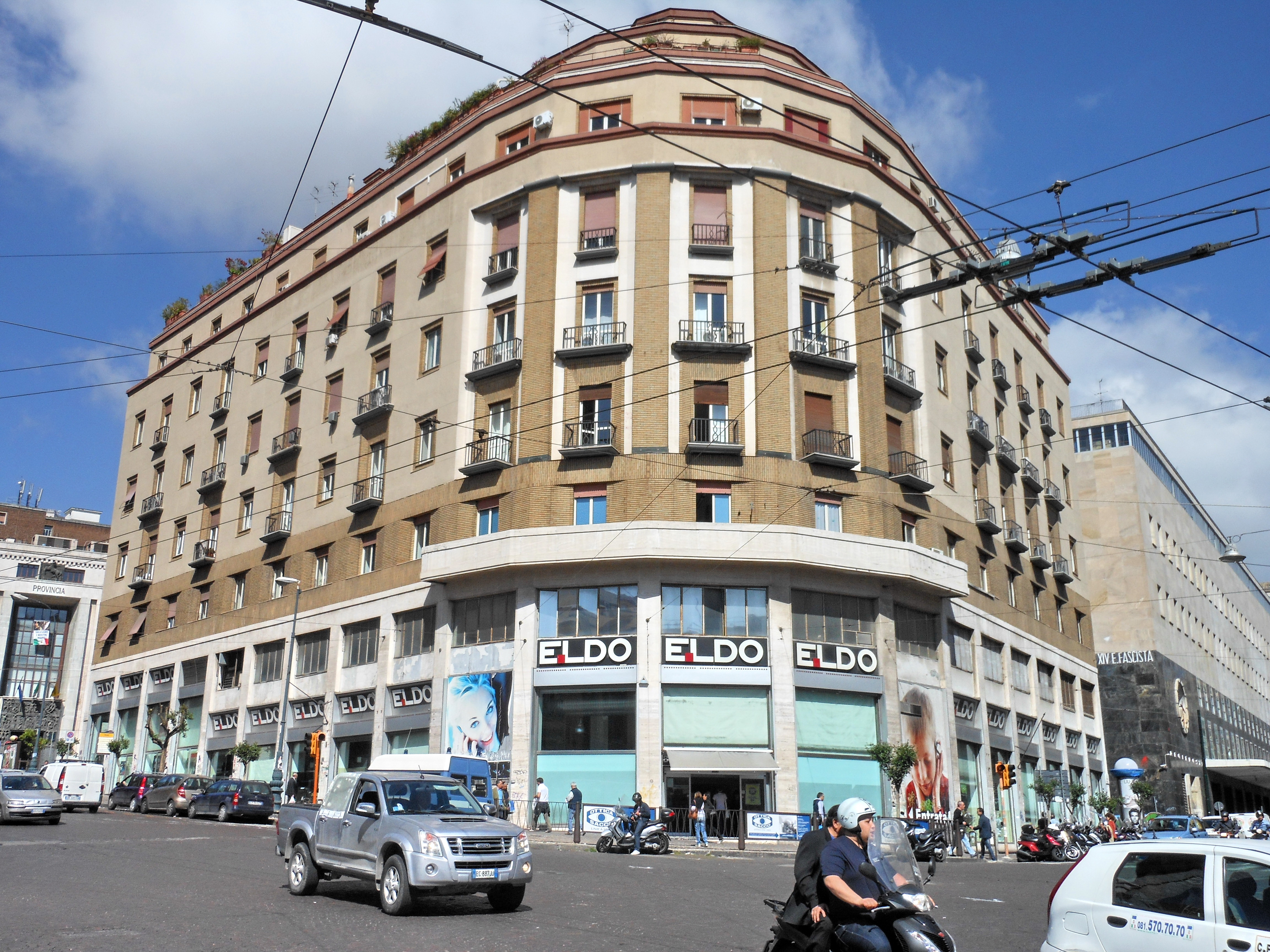
Palazzo Troise